# بوسيدون: السيد في أتلانتس
بوسيدون: السيد في أتلانتس(بالإنجليزية: Poseidon: Master of Atlantis)‏هي لعبة من نوع بناء مدن، صدرت في يونيو 2001 على منصة حاسوب شخصي-مايكروسوفت ويندوز.